# Boussay (Loara Atlantycka)
Boussay – miejscowość i gmina we Francji, w regionie Kraj Loary, w departamencie Loara Atlantycka.
Według danych na rok 2010 gminę zamieszkiwały 2684 osoby, a gęstość zaludnienia wynosiła 101 osób/km².